# (30236) 2000 HF
(30236) 2000 HF est un astéroïde de la ceinture principale découvert en 2000.

## Description
(30236) 2000 HF a été découvert le 23 avril 2000 à Kumakōgen (Japon) par Takao Kobayashi.

### Caractéristiques orbitales
L'orbite de cet astéroïde est caractérisée par un demi-grand axe de 2,60 ua, un périhélie de 2,28 ua, une excentricité de 0,12 et une inclinaison de 14,66° par rapport à l'écliptique. Du fait de ces caractéristiques, à savoir un demi-grand axe compris entre 2 et 3,2 ua et un périhélie supérieur à 1,666 ua, il est classé, selon la JPL Small-Body Database, comme objet de la ceinture principale.

### Caractéristiques physiques
(30236) 2000 HF a une magnitude absolue (H) de 14,2 et un albédo estimé à 0,718.